# 193.ª Brigada Mixta (Ejército Popular de la República)
La 193.ª Brigada Mixta fue una de las Brigadas Mixtas creadas por el Ejército Popular de la República para la defensa de la Segunda República Española. Estuvo presente en el frente de Extremadura durante toda su actividad bélica.

## Historial
La unidad fue creada oficialmente el 30 de abril de 1938 en Siruela y Castilblanco, integrada en la 53.ª División del XVII Cuerpo de Ejército. En el mes de julio la estructuración de la Brigada estaba muy atrasada y se tuvo que completar con reservistas de las quintas de 1925 y 1926, que sin embargo eran de una edad demasiado adulta para intervenir en operaciones militares. Pasó entonces a la 51.ª División del VIII Cuerpo de Ejército del Ejército de Extremadura y el mando de la Brigada recayó en el mayor Blas Coronado.
Intervino en las operaciones de Peñalsordo-Zarzacapilla y Capilla, en agosto de 1938, cubriendo posiciones en Peñalsordo; también colaboró en un ataque a las posiciones franquistas en Almagrera. En la defensa de Valsequillo sufrió grandes bajas y tuvo que ser retirada para reponer pérdidas. En octubre fue relevada por la 194.ª Brigada Mixta y trasladada al sector de Belalcázar, reemplazando, a su vez, a la 43.ª Brigada Mixta y cubriendo el frente desde el Oeste del ferrocarril Córdoba-Almorchón hasta el camino de Belmez a Fuente Lancha. Con posterioridad pasó a quedar agregada a la 41.ª División del VII Cuerpo de Ejército. No llegó a participar en la Batalla de Peñarroya y en febrero de 1939 ocupaba posiciones al norte de la Estación de Zújar, donde se mantuvo hasta el final de la guerra.

## Mandos
Comandantes
- mayor de milicias Blas Coronado Martínez;